# Pirindu
Pirindu war ein antikes Königreich im Rauhen Kilikien. Der einzige namentlich bekannte König war Appuwašu, der im Jahre 557 v. Chr. gegen den neubabylonischen König Nergilissar im Krieg lag.

## Überlieferung
Das Land Pirindu wird erstmals zur Zeit des neubabylonischen Königs Nebukadnezar II. genannt, im Zusammenhang mit Kriegsgefangenen in Babylon aus Pirindu im Jahre 592 v. Chr., was darauf hindeutet, dass Nebukadnezar einen Krieg gegen das Land führte. Doch sind genauere Umstände unbekannt.
Im Jahre 557 v. Chr. zog Nergilissar über den Amanus ins Land Ḫume, das nachmalige Kilikia Pedias (Ebenes Kilikien). König Appuwašu von Pirindu rüstete gegen ihn. Nergilissar stieß mit seinem Heer nach Westen gegen Pirindu vor, begleitet von einer babylonischen Schiffsflotte auf dem Meer. Auf seinem Marsch besiegte Nergilissar Appuwašu und eroberte die beiden Königsstädte Ura, vermutlich beim heutigen Silifke gelegen, und Kiršu, das durch eine aramäische Inschrift beim heutigen Meydancıkkale lokalisiert werden kann.
Weitere Orte, die zum Königreich Pirindu gehörten, waren Pitusu, vermutlich die antike Insel Pityussa, die von der babylonischen Flotte eingenommen wurde, und im Westen reichte es bis nach Sallunê, wohl das antike Selinus. Dies dürfte der westlichste Ort sein, den ein babylonisches Heer erreichte.

## Name
Der Name Pirindu ist möglicherweise eine ungenaue Wiedergabe eines luwischen Ortsnamens *Piruwanda („steinig, felsig“), womit der Name gleichbedeutend mit dem späteren antiken Namen Tracheiotis „felsig, gebirgig, rau“ ist.